# Salluca pistacina
Salluca pistacina är en fjärilsart som beskrevs av William Schaus 1901. Salluca pistacina ingår i släktet Salluca och familjen tandspinnare. Inga underarter finns listade.